# Fédération du Sport Cycliste Luxembourgeois
Die Fédération du Sport Cycliste Luxembourgeois (F. S.C.L.) ist der luxemburgische Radsportverband. Der Verband wurde 1917 gegründet und ist Mitglied des Weltradsportverbandes Union Cycliste Internationale (UCI), des europäischen Radsportverbandes Union Européenne de Cyclisme (UEC) und des Comité Olympique et Sportif Luxembourgeois (COSL).

## Geschichte
Vor der Verbandsgründung am 13. Mai 1917 gab es als Vorläuferorganisation die Union Cycliste Luxembourgoise, der 1917 17 Radsportvereine angehörten. Erste Versuche, einen nationalen Radsportverband zu gründen, gab es bereits 1896. Dieser Verband bestand bis 1908 und wurde von der Fédération des sociétés luxembourgeoises des sports athlétiques (FSLA) abgelöst. Die FSLA war ein Verband, der alle Sportvereine des Großherzogtums (mit Ausnahme der Turner) vereinigte und der eine Abteilung Radsport hatte. Die Initiative ging von dem Journalisten Alphonse Steinès aus, der auch maßgeblich in der Organisation der Tour de France tätig war. 1910 erfolgte der Beitritt zur UCI. 1912 schieden die Radsportvereine aus der FSLA aus und gründeten die Union Cycliste Luxembourgoise, aus der 1917 die Fédération du Sport Cycliste Luxembourgeois (F.S.C.L.) hervorging. Zu den Gründungsmitgliedern der F.S.C.L. gehörten zunächst neun Radsportvereine. Die anderen Vereine traten später dem Verband bei. Als zentrale Verbandsaufgabe wurde die Förderung des Radsports in Luxemburg in den Statuten festgeschrieben.

## Präsidenten
- 1917–1923: Norbert Düren
- 1923–1926: Jos Peffer
- 1926–1928: Mathieu Reiter
- 1928–1931: Camille Pinth
- 1931–1934: Eugène Neu
- 1934–1940: Marcel Cahen
- 1940–1940: Paul Wilwertz
- 1944–1945: Marcel Cahen
- 1945–1967: Paul Wilwertz
- 1967–1972: Adrien van Kauvenbergh
- 1972–1984: Josy Esch
- 1985–1996: Fernand Conter
- 1996–1998: Georges Wohlfart
- 1998–2016: Jean Regenwetter
- 2016 – : Camille Dahm[3]

## Publikationen
Der Verband gab als offizielles Verbandsorgan ab 1912 die Wochenzeitschrift „Le Cycliste“ heraus. Diese hatte allerdings nur einige Monate Bestand. Danach erschienen die Verbandsnachrichten in verschiedenen Presseorganen des Großherzogtums. Ab 1973 erschien dann ein offizielles Verbandsbulletin, später ein jährlich erscheinendes Magazin unter dem Titel „Guide du Cyclisme“ sowie ein Jahrbuch „Fédération du Sport Cycliste Luxembourgeois Annuaire“.